# Kaliště (Nadějkov)
Kaliště (německy Kalischt) je malá vesnice, část obce Nadějkov v okrese Tábor v Jihočeském kraji. Nachází se asi 1,5 kilometru severně od Nadějkova. Je zde evidováno 24 adres. V roce 2011 zde trvale žilo 58 obyvatel.
Kaliště leží v katastrálním území Nadějkov o výměře 5,89 km2.

## Historie
První písemná zmínka o vesnici pochází z roku 1654.

## Obyvatelstvo
| Rok            | 1869 | 1880 | 1890 | 1900 | 1910 | 1921 | 1930 | 1950 | 1961 | 1970 | 1980 | 1991 | 2001 | 2011 | 2021 |
| -------------- | ---- | ---- | ---- | ---- | ---- | ---- | ---- | ---- | ---- | ---- | ---- | ---- | ---- | ---- | ---- |
| Počet obyvatel | 128  | 143  | 150  | 131  | 127  | 127  | 110  | 71   | 83   | 75   | 97   | 59   | 56   | 58   | 45   |
| Počet domů     | 14   | 15   | 16   | 16   | 16   | 17   | 20   | 19   | 19   | 20   | 23   | 20   | 22   | 22   | 23   |

## Galerie

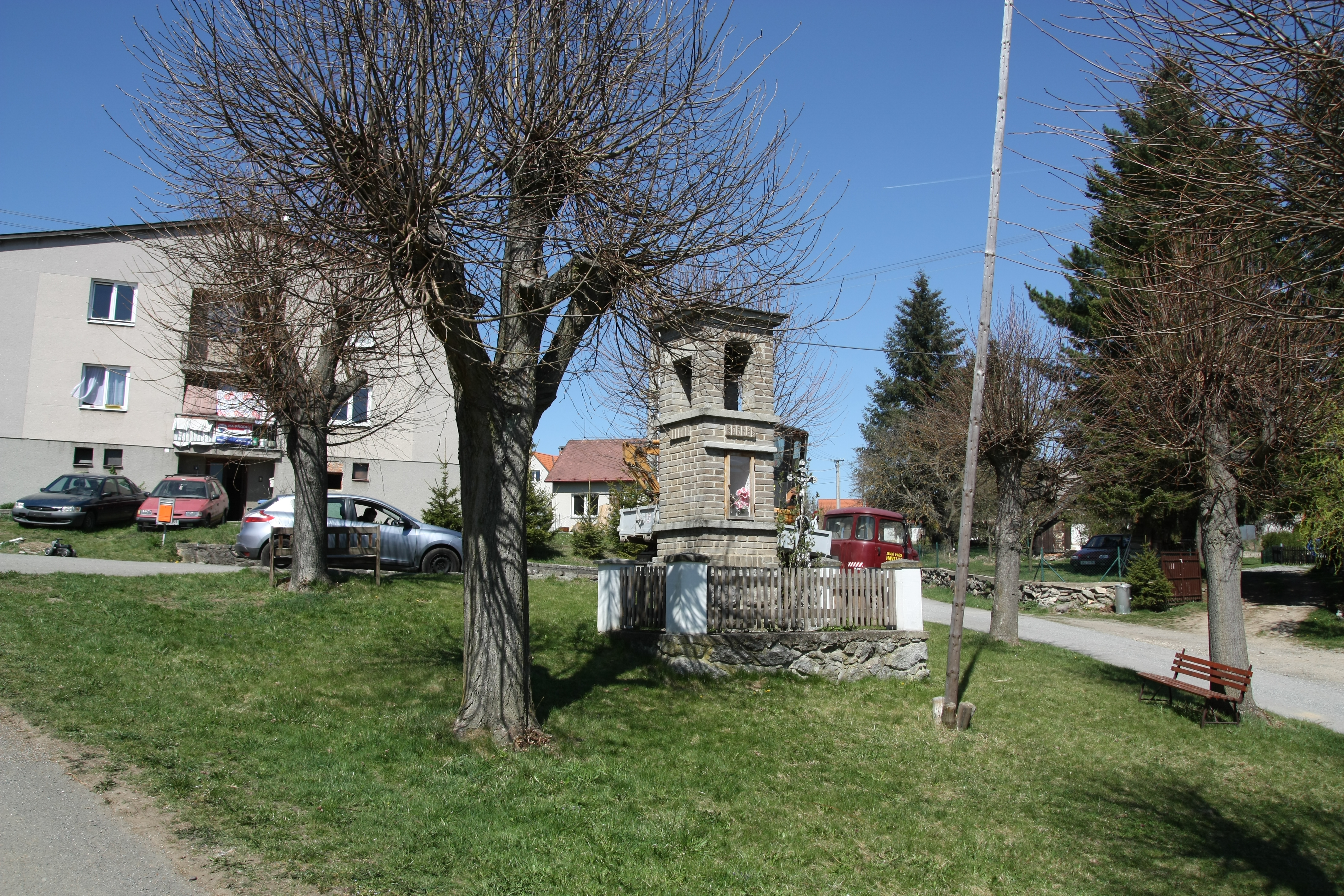
Náves (2019)
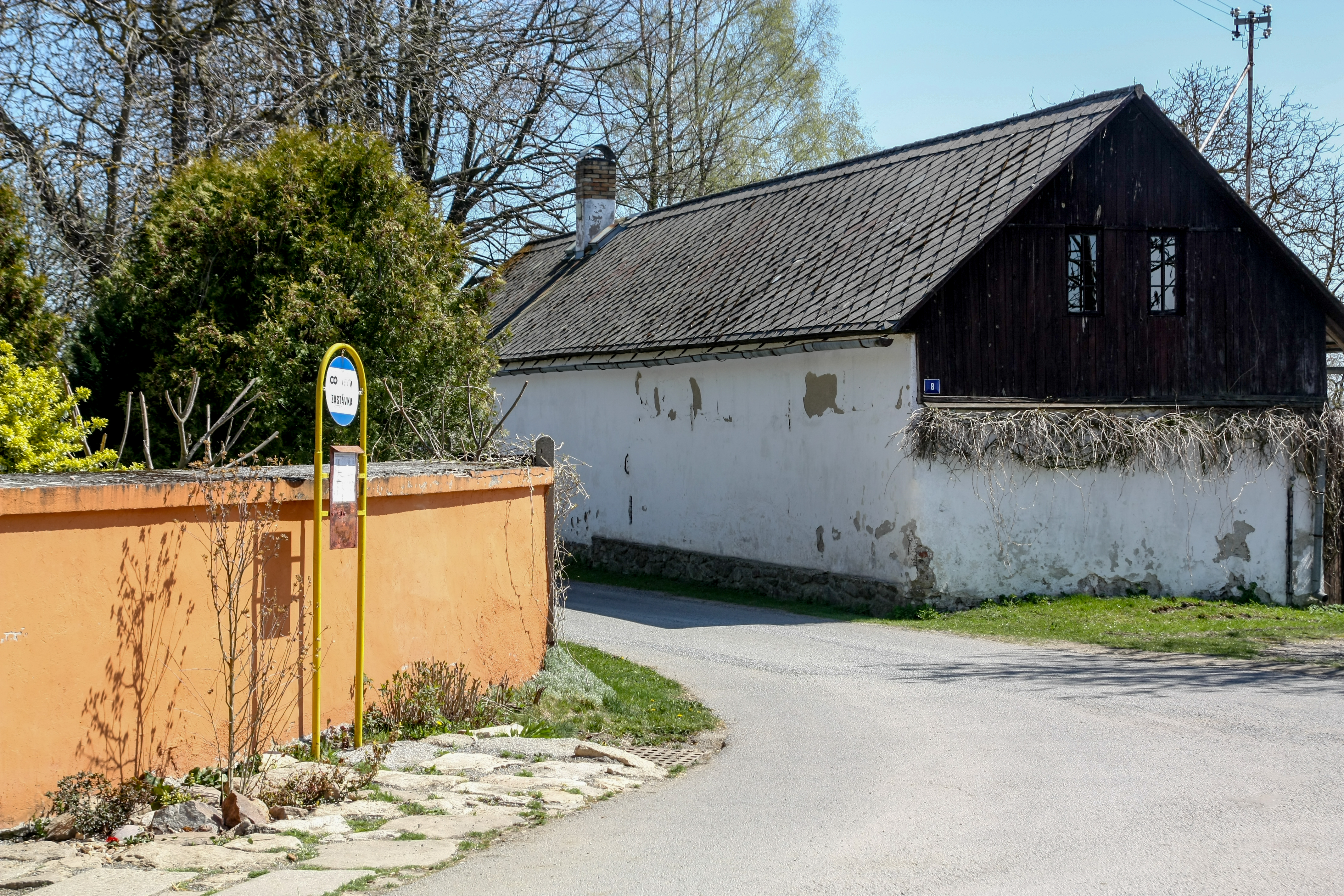
Autobusová zastávka (2019)
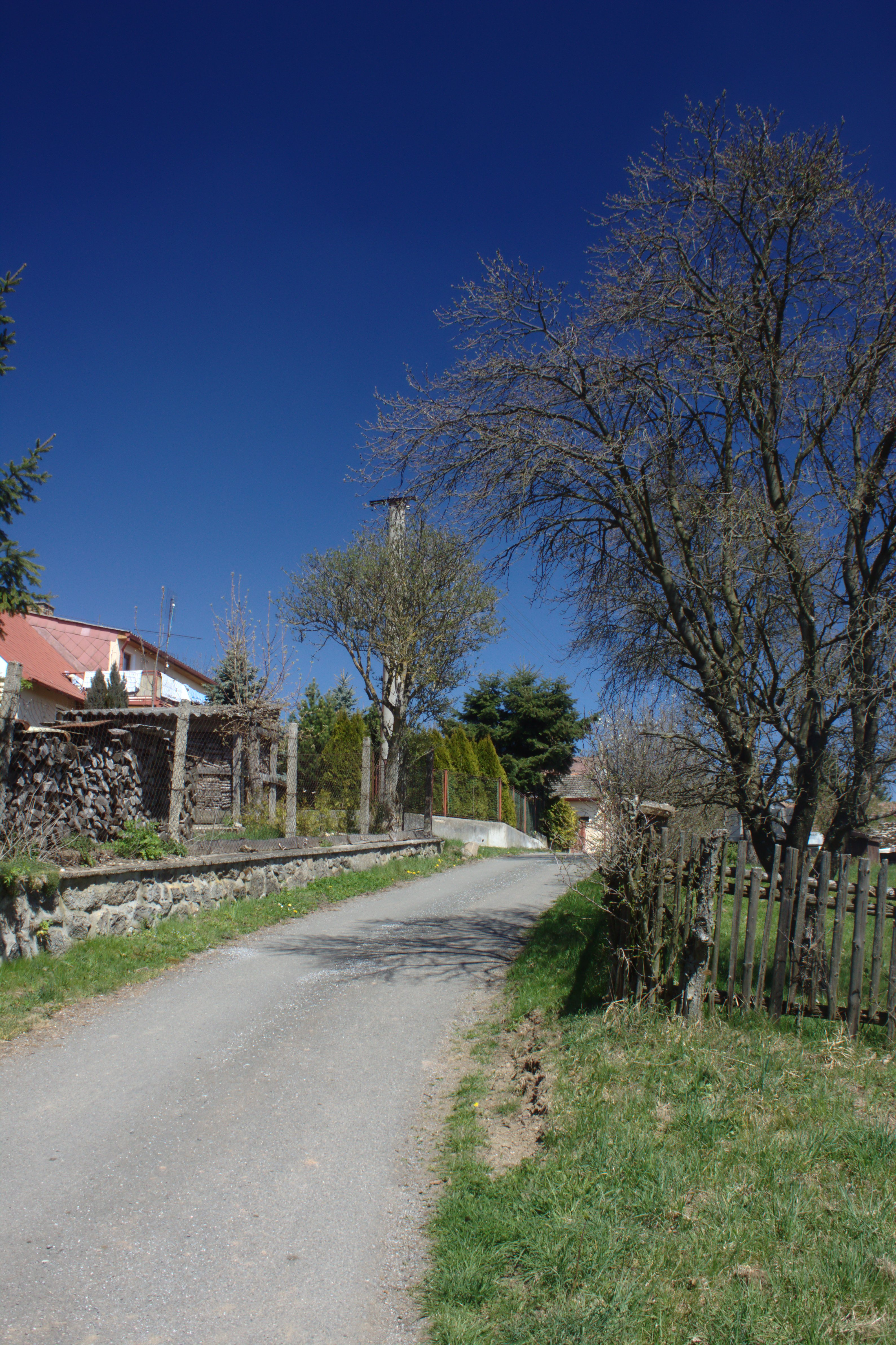
Silnice (2019)